# Jawa Wschodnia
Jawa Wschodnia (indonez. Jawa Timur) − prowincja w Indonezji we wschodniej części Jawy. Powierzchnia 47 803,5 km²; 41,4 mln mieszkańców (2023); stolica Surabaja.
Obejmuje wschodnią część Jawy oraz wyspy: Madurę, Bawean, Sapudi, wyspy Kangean i inne. Powierzchnia wzdłuż wybrzeży nizinna, przez środkową część przebiega pasmo gór z najwyższymi wulkanami Semeru (3676 m n.p.m.), Lawu (3265 m n.p.m.), Arjuno (3339 m n.p.m.), Raung (3332 m n.p.m.), pomiędzy szczytami obniżenia tektoniczne i głębokie doliny rzeczne.
Gospodarka: rolnictwo (ryż, kawa, tytoń, palma kokosowa, kakao); eksploatacja lasów; dobrze rozwinięty przemysł, głównie petrochemiczny, spożywczy, tytoniowy, drzewny; rybołówstwo; turystyka.
Główne miasta: Surabaja, Malang, Madiun, Jember, Kediri, Blitar.